# 나주 홍씨
나주 홍씨(羅州 洪氏)는 전라남도 나주시를 본관으로 하는 한국의 성씨이다.

## 과거 급제자
나주 홍씨는 조선시대 생원 2명, 진사 1명을 배출하였다.
- 홍진(洪縝) : 1549년(명종(明宗) 4년) 식년시(式年試) 생원 3등
- 홍준(洪埈) : 1606년(선조(宣祖) 39년) 증광시(增廣試) 생원 3등
- 홍준(洪峻) : 1606년(선조(宣祖) 39년) 증광시(增廣試) 진사 2등

## 인구
나주 홍씨는 2015년 대한민국 통계청에서 15명으로 조사되었다.